# Au carrefour des étoiles
Au carrefour des étoiles (titre original : Way station) est un roman de science-fiction de l'écrivain américain Clifford D. Simak paru en 1963 et publié initialement en deux parties sous le titre Here Gather the Stars dans les numéros de juin 1963 et d'août 1963 du magazine américain spécialisé Galaxy.

## Résumé
Le héros du roman, Enoch Wallace, fils de fermier américain sans histoire, vit reclus dans une vieille bâtisse, au fin fond du Wisconsin. Il se lie peu avec le voisinage et n'a guère de contacts humains qu'avec le facteur Winslowe Grant et une jeune fille sourde et muette dénommée Lucy Fisher (allusion à Lucifer). Toutefois, son cas intrigue beaucoup Lewis, un agent de la CIA : d'après les registres de l'état civil, Enoch Wallace, d'apparence trentenaire, aurait en réalité 124 ans !
En fait, de retour de la Guerre de Sécession, Enoch Wallace a été recruté par un extraterrestre dénommé Ulysse pour devenir le gardien de la station stellaire récemment créée sur Terre, un des relais que la Confédération Galactique utilise pour permettre aux habitants de la Galaxie de voyager aisément et rapidement. Après avoir accepté, Enoch Wallace devient une sorte d'aiguilleur de l'espace. Enoch et la maison familiale, transformée en station-relais, se retrouvent à l'abri du temps et échappent au vieillissement.
Après s'être coupé de ses congénères, Enoch consacre son temps à écrire un journal intime, sorte de cahier de rencontres où il consigne toutes ses observations sur les différentes créatures qu'il croise dans sa station. Tout se déroule pour le mieux et dans le plus grand secret, jusqu'au jour où deux événements concomitants bouleversent sa vie : sur Terre, la CIA mène son enquête sur l'anomalie temporelle créée par le champ de la station et, dans la Galaxie, le Talisman, un artefact garant de la paix entre les peuples, est dérobé, ce qui menace de plonger la Confédération Galactique dans le chaos.

## Commentaire

### Mosaïque interstellaire
Dans Au carrefour des étoiles, Clifford D. Simak décrit une grande variété d'extra-terrestres, aussi bien du point de vue de leur apparence physique que de leurs cultures et traditions. Le personnage principal du roman, Enoch Wallace, responsable d'un relais intergalactique, rencontre ainsi des thaumaturges d'Alphard XXII, des Vegiens, des naturels de Mankalinen III, des Andromédiens, des indigènes de Sirrah X, etc. 
Clifford D. Simak imagine entre son personnage principal et les différentes races extra-terrestres qu'il met en scène une forme de communication qui réussit à s'affranchir de la nécessité de partager un code linguistique commun. Les relations qui s'instaurent entre le héros et ses amis aliens sont de nature émotionnelle et intuitive, et le plus souvent entretenues par des échanges d'attentions de type don et contre-don. L'auteur imagine ainsi une modalité universelle de l'amitié qui permet une véritable relation à autrui au-delà de tout échange langagier.

### Voyage interstellaire
La technique de voyage interstellaire imaginée par Clifford D. Simak est tout à fait originale en 1963. Les êtres qui voyagent sur d'immenses distances dans l'espace ne sont ni véhiculés ni téléportés matériellement. C'est la reconstruction du génome incluant l'essence entière de l'être, identique à l'original, qui est transmise de station-relais en station-relais. Cette reproduction ou copie — qu'on appellerait aujourd'hui un clone parfait, est ensuite reproduite à chaque étape du voyage grâce à une machinerie complexe qui occupe une grande partie du sous-sol du relais. L'enveloppe charnelle précédente, abandonnée au dernier poste-relais et vidée de sa substance, est ensuite détruite par immersion dans un bain de puissants acides. Cette destruction fait partie des responsabilités de chaque gardien des relais.
Cette technique imaginée en 1963 s'apparente aux recherches de la physique quantique concernant l'intrication quantique. Des particules se trouvant dans un état «intriqué», formant une sorte de paire inséparable, se comportent comme si elles restaient unies par un lien mystérieux même lorsque chaque particule «jumelle» se trouve à une grande distance de l'autre. Toute action sur l'une influe immédiatement sur l'autre.
Toutefois, dans la réalité physique, ce lien ne permet pas de communiquer de l'information : l'influence donne toujours un résultat aléatoire et imprévisible. Dans la science-fiction, il est utilisé pour une téléportation quantique instantanée (dans la réalité cette téléportation quantique se fait à la vitesse de la lumière).

### Menaces de guerre
Le thème de la guerre insiste du début à la fin du roman à trois niveaux distincts, individuel, international et intergalactique :
- Enoch Wallace participe à la Guerre de Sécession, à la fin de laquelle il est recruté par les extra-terrestres ;
- au moment de l'intrigue, la Terre est de nouveau menacée par une guerre mondiale que des politiciens de tous pays essaient d'éviter en convoquant une « Conférence pour la paix » ;
- enfin, la Confédération Galactique se délite après la disparition du Talisman, un artefact magique et sacré dont la lumière radieuse unit les peuples en faisant ressortir en chacun d'eux leurs meilleures prédispositions au bonheur et à la paix.

Si Clifford D. Simak imagine la possibilité d'une paix dans la galaxie, c'est seulement grâce à l'action bienfaisante d'un artefact magique tout droit sorti d'un univers de fantasy. En faisant de l'artefact magique la condition préalable à toute organisation politique à l'échelle galactique, l'auteur semble dénier aux êtres intelligents toute capacité naturelle à communiquer et à s'entendre, faisant ainsi de la guerre la modalité première des rapports intercommunautaires dans un roman écrit en 1963, en pleine guerre froide après deux guerres mondiales et la crise des missiles de Cuba, faisant craindre une guerre nucléaire.

### Épreuve initiatique
La question fondamentale posée par les extra-terrestres du roman est la suivante : les Terriens sont-ils prêts à entrer dans la Confédération galactique ? Tout le récit de Clifford D. Simak consiste alors à mettre en valeur les qualités fondamentales d'une humanité pourtant plongée dans un chaos politique qui annonce une guerre imminente et malgré la mentalité obtuse des fermiers du Wisconsin, tels qu'ils sont décrits avec un humour grinçant tout au long roman. Le héros lui-même doute jusqu'au bout de la valeur morale de sa propre culture terrienne, même s'il reste viscéralement attaché à la Terre.
L'auteur apporte finalement une réponse pleine d'espoir et d'optimisme à cette question fondamentale en faisant jouer au couple Enoch Wallace et Lucy Fisher un rôle-clé dans l'évolution du récit. Le courage, l'empathie, le respect d'autrui dont témoigne Enoch Wallace joints aux pouvoirs parapsychiques de Lucy ne laissent plus aucun doute sur la place réelle des Terriens dans l'univers. En retrouvant l'artefact magique qui rend possible la Confédération galactique, les humains ont réussi à passer l'épreuve initiatique qui leur garantira l'entrée dans la Confédération.

## Prix littéraire
- Au carrefour des étoiles été récompensé par le prix Hugo du meilleur roman de science fiction 1964

## Classique de la science-fiction
Ce roman est considéré comme un grand classique de la science-fiction dans les ouvrages de références suivants :
- Annick Beguin, Les 100 principaux titres de la science-fiction, Cosmos 2000, 1981 ;
- Enquête du Fanzine Carnage mondain auprès de ses lecteurs, 1989 ;
- Lorris Murail, Les Maîtres de la science-fiction, Bordas, coll. « Compacts », 1993.

## Critiques spécialisées
- Jacques Sadoul, Histoire de la science-fiction moderne. 1911-1984, Robert Laffont, Coll. « Ailleurs et Demain / Essais », 1984, p. 222 : « Ce roman, tout en demi-teintes, mais d'une qualité littéraire certaine, marque le nouveau départ d'un auteur qui va, dès cet instant, redevenir l'un des plus importants du genre. ».
- Lorris Murail, La Science-fiction, Larousse, Coll. « Guide Totem », 1999, p. 302 : « Dans le style bucolique et tendre de l'auteur, un chef-d'œuvre de sensibilité. Le meilleur Simak. »
- Jean-Claude De Repper, Horizons du fantastique, n°5, 1969.

## Éditions
- Here Gather the Stars (partie 1), revue Galaxie, juin 1963
- Here Gather the Stars (partie 2), revue Galaxie, août 1963
- Way station, Doubleday, 1963, 210 p.
- Au carrefour des étoiles (partie 1), OPTA, revue Galaxie no 1, mai 1964, trad. Michel Deutsch, 56 p.
- Au carrefour des étoiles (partie 2), OPTA, revue Galaxie no 2, juin 1964, trad. Michel Deutsch, 70 p.
- Au carrefour des étoiles, Albin Michel, coll. « Science-fiction » no 2, septembre 1968, trad. Michel Deutsch, 272 p.
- Au carrefour des étoiles, J'ai lu, coll. « Science-fiction » no 847, mai 1968, trad. Michel Deutsch, 224 p.,  (ISBN 2-277-11847-8)
- Au carrefour des étoiles, J'ai lu, coll. « Nouveaux Millénaires », 7 avril 2021, trad. Pierre-Paul Durastanti, 192 p.,  (ISBN 978-2-290-25010-5)
- Au carrefour des étoiles, J'ai lu, coll. « Science-fiction » no 13560, 31 août 2022, trad. Pierre-Paul Durastanti, 256 p.,  (ISBN 978-2-290-36701-8)